# 4 베스타
4 베스타(4 Vesta)는 내부가 분화된 원시 행성으로 추측되는 소행성으로, 지름은 약 530 km이다. 소행성대 전제 질량의 9%가량을 차지한다. 베스타는 소행성대에서 세레스 다음으로 무거운 천체이다. 1807년 3월 29일, 독일의 천문학자 하인리히 올베르스가 발견했다. 이름은 로마 신화의 화로의 여신, 베스타에서 따왔다.

4 베스타의 궤도

베스타는 소행성 중에서는 밝은 편에 속하는 소행성이다. 태양과의 최대 거리는 세레스의 최단 거리일 때 보다 약간 더 멀어서, 궤도는 완전히 세레스 궤도 안쪽에 놓여있다. 베스타는 약 10억 년 전, 충돌로 인하여 질량의 약 1%를 잃고, 남반구 부근에 큰 분화구가 생겼다. 충돌 잔해는 지구로 떨어졌는데, 이것이 HED 운석이다.

## 발견

처음 발견된 10개의 소행성과 달의 크기 비교. 베스타는 왼쪽에서 네 번째에 위치해있다.

세레스와 팔라스의 발견으로 올베르스는 두 천체가 파괴된 행성의 잔해일 것이라 주장했다. 그는 1802년 세레스와 팔라스 궤도가 교차하는 곳에는 많은 파편들이 있을 것이라고 윌리엄 허셜에게 편지를 썼다. 이 "궤도 교차로"는 고래자리와 처녀자리 부근에 위치해있다.
올베르스는 1802년부터 1807년 3월 29일까지 탐색을 시작했다가, 처녀자리 부근에서 우연히 베스타를 발견하였다. 3 유노가 1804년에 발견되었기 때문에, 베스타는 소행성대에서 네 번째로 이름을 올린 소행성이 되었다. 이 발견은 요한 히에로니무스 슈뢰터가 쓴 편지로 인하여 알려지게 되었다. 올베르스는 수학자 카를 프리드리히 가우스에게 소행성의 이름을 명명할 수 있는 권한을 주어서 베스타로 명명되었다. 가우스는 10시간만에 손으로 베스타의 궤도를 계산했다.
베스타 발견 이후, 38년간 어떤 천체도 발견되지 않았다. 그 공백기 동안 세레스, 팔라스, 유노와 베스타는 행성으로 분류되어 천문 기호가 부여되었다. 일반적으로 베스타의 상징은 화로 ()이다. 다른 기호로는 와 가 있다. 하지만, 모두 원본인 을 단순화한 기호이다.
베스타에 대한 광학적 연구가 1880-82년 하버드 대학의 천문대와 1909년 툴루즈 천문대에서 이루어졌다. 이 연구로 1950년대, 베스타의 자전 속도가 계산되었다. 그러나, 계산된 자전 속도는 광도 곡선의 모양과 알베도로 인하여 의문을 낳았다.
1825년, 베스타의 지름은 383–444 km 사이일 것이라 추정되었다. 1879년, 윌리엄 헨리 피커링은 현재와 가장 근접한 수치, 513 ± 17 km 로 계산했다. 그러나, 다음 세기에는 최소 390 km에서 최대 602 km 일 것이라 추정했다. 여기서 측정된 수치는 측광법에 근거한 것이다. 1989년, 반점간섭계를 사용하여 베스타의 크기를 498–548 km 로 측정했다. 1991년, 베스타가 SAO 93328 을 가리는 엄폐 현상이 캐나다와 미국 동부에서 관측되었다. 14개의 다른 장소에서 관측한 결과를 토대로, 베스타의 크기는 550 km × 462 km 로 밝혀졌다.
베스타는 질량이 결정된 최초의 소행성이다. 매 18년 마다, 197 아레테가 베스타에서 0.04 AU 이내로 접근한다. 1966년, 아레테에 대한 베스타의 중력 섭동을 관측한 결과, (1.20 ± 0.08) × 10−10{\displaystyle {\begin{smallmatrix}M_{\odot }\end{smallmatrix}}} 로 계산되었다. 이후 더 정밀한 측정이 이루어져, 2001년, 17 테티스의 섭동을 이용하여 (1.31 ± 0.02) × 10−10{\displaystyle {\begin{smallmatrix}M_{\odot }\end{smallmatrix}}} 로 계산되었다.

## 물리적 특성

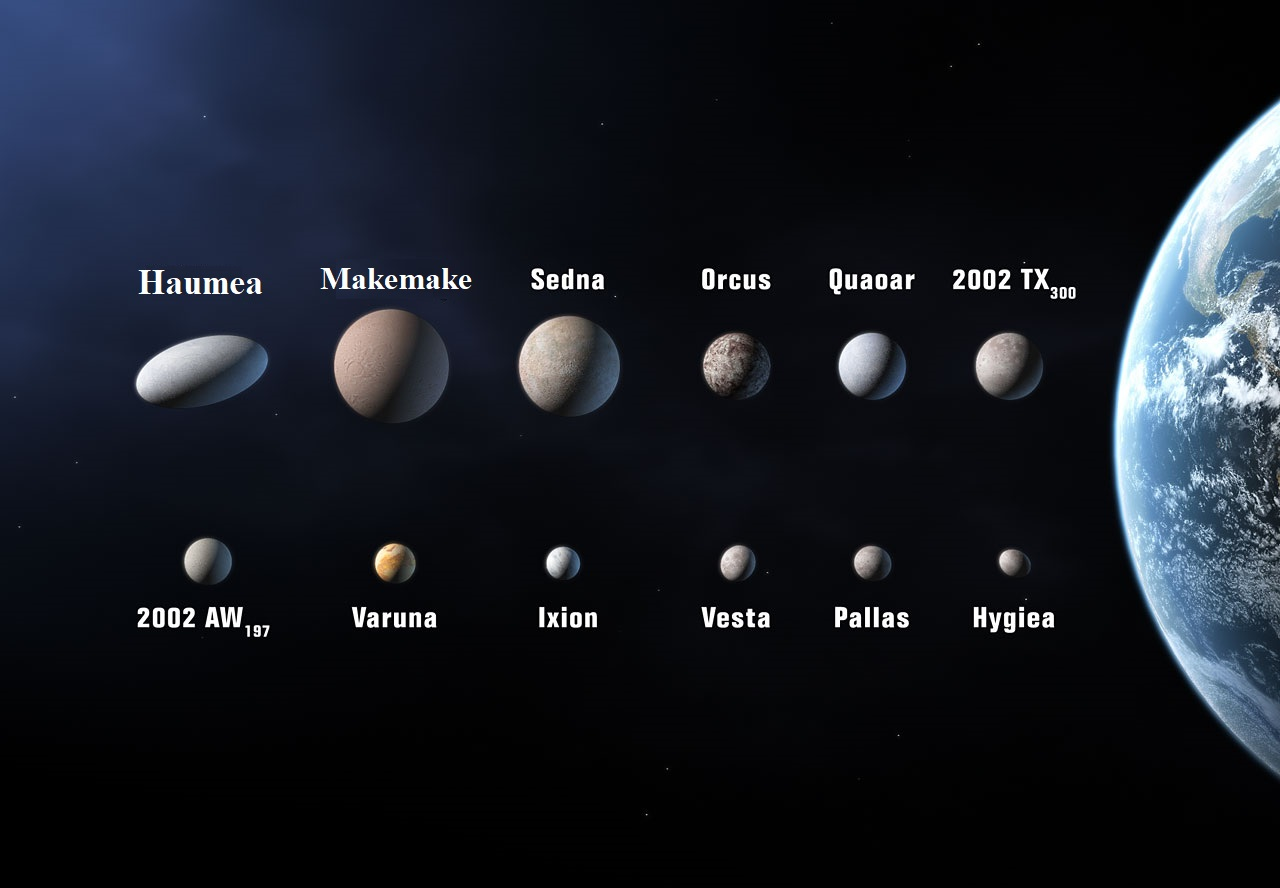
다른 왜행성 후보 행성들 간의 크기 비교. 베스타는 아랫줄 오른쪽에서 세 번째에 위치해 있다.

베스타는 소행성대에서 두 번째로 무거운 천체지만, 세레스 질량의 28% 밖에 되지 않는다. 세레스는 태양으로부터 2.50 AU 떨어진 소행성대 안쪽의 커크우드 간극에 위치해있다. 내부는 분화되어 있으며, 부피는 팔라스와 비슷하나 질량은 25% 더 크다.
모양은 중력적으로 늘어진 편구면의 형태를 띠지만, 극 부근의 오목한 부분과 돌출된 부분으로 인해 베스타 보다 질량이 5 × 1020 kg 더 적다. 만약 베스타의 모양이 확실히 규명된다면 베스타는 미래에 왜행성으로 격상될 수도 있다.
자전 속도는 5.342 시간으로 소행성 중에서는 상대적으로 빠르며 순행 운동을 한다. 북극점은 적경 20 시 32 분, 적위는 +48°(오차 10°), 백조자리 부근에 있다. 자전축 기울기는 29°이다.
태양이 남중 했을 때의 표면 온도는 -20 °C, 어두운 쪽의 온도는 -190 °C까지 떨어지는 것으로 추정된다. 보통 낮과 밤의 온도는 각각 -60 °C, -130 °C 로 추정된다. 이 수치는 1996년 5월 6일, 근일점에 가까울 때 추산된 것이다.

## 지질
과학자들이 베스타의 지질을 쉽게 연구할 수 있는 200개 이상의 HED 운석이 있다. HED 운석으로 베스타의 지질학적 변천사와 구조를 알 수 있다. NASA 적외선 망원경 시설 (NASA IRTF) 에서는 소행성, (237442) 1999 TA10은 베스타의 내부에서 생겼다고 설명했다.
베스타는 금속질 철-니켈 핵과 암석질 감람석 맨틀, 지각으로 구성되어 있는 것으로 추정된다. 약 46억년, 태양계에서 처음으로 생성된 고체 물질인 CAI (Ca-Al-rich inclusions)를 시작으로, 아래는 이후의 과정을 나열한 것이다.
| 2–3 백만년 전                                                                                           | 강착 완료                                                                                             |
| 4–5 백만년 전                                                                                           | 26Al의 방사성 붕괴로 인한 용해 완료. 이 과정은 금속 핵이 나뉘는 과정을 낳았다.                        |
| 6–7 백만년 전                                                                                           | 녹은 맨틀의 결정화가 진행되었다. 맨틀을 구성하는 물질의 80 %가 결정화되었을 때, 대류 현상은 정지했다. |
| 남은 물질과 현무암질 용암이 분출함에 따라 지각 또는 짧은 시간이나마 마그마 바다를 형성했다.             | |
| 새로 생성된 표층의 압력으로 인하여 현무암이 변성암으로 변하면서, 지각 심층부에서는 심성암이 형성되었다. | |
| 내부는 서서히 냉각되었다.                                                                               | |

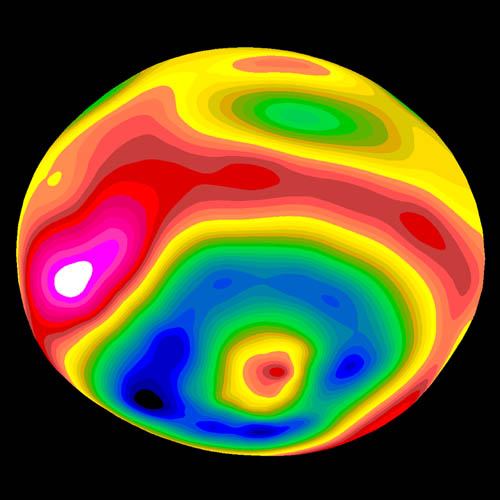
남극점 부근의 등고선을 나타낸 이미지.

베스타는 표면이 다시 뒤덮이는 방식을 통하여 외부의 큰 충격에 휩싸이지 않은 소행성으로 알려져있다. 이 때문에, 소수의 과학자들은 베스타를 소행성보다는 원시 행성으로 취급하기도 한다. 그러나, 어떤 천체로부터 생성되었는지 밝혀지지 않은 철질 운석과 아콘드라이트 운석의 존재는 큰 충격으로 인하여 파괴된 미행성이 분화되었음을 알려준다.
| 석화된 표토.(하워다이트와 각력화된 유크라이트의 근원)            |
| 현무암질 용암.                                                   |
| 휘석, 피조나이트, 사장석 등으로 구성된 심성암.                   |
| 사방휘석이 풍부하고 입자 크기가 큰 심성암. (디오게나이트의 근원) |
V형 소행성의 크기와 남극점 부근, 분화구의 깊이를 바탕으로 종합해봤을 때, 지각의 두께는 10 km가량 될 것으로 추정된다.

## 표면 지형

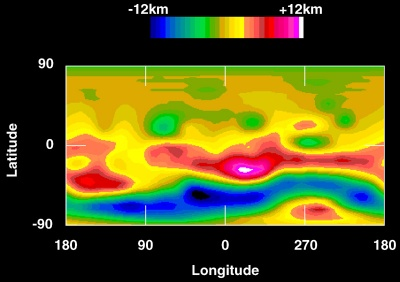
베스타의 등고선 이미지로, 1996년 5월 허블 우주 망원경을 이용하여 나타낸 그림이다.

허블 망원경과 지상의 망원경으로 몇몇 베스타의 표면 지형을 관측했다.
가장 두드러진 표면 지형은 거대한 분화구로 남극 중앙 부근에 위치하고 있으며 지름은 460 km이다. 너비는 베스타 전체 지름의 80%를 차지한다. 분화구의 깊이는 13 km, 가장 자리는 4–12 km 정도 솟아있다. 중앙의 꼭대기는 분화구에 대하여 18 km 솟아있다. 분화구 생성 원인이 된 충돌로 인하여 베스타의 전체 체적에 1%가 함몰된 것으로 추정되며, 베스타 족과 V형 소행성이 이런 충돌의 결과물로 보인다. 만약 그랬다면, 이 천체들에 분포하는 크레이터는 생성된지 겨우 1백만년 밖에 되지 않았을 것이다. 또한, 베스타는 HED 운석의 최초의 발생지이다. 실제로, 알려진 모든 V형 소행성에서 분출된 체적의 6%가 HED 운석으로 이는 3:1 커크우드 간극에 접근하여 야코브스키 효과나 복사 압력으로 인하여 섭동을 일으킨 결과로 추정된다. 허블 망원경이 찍은 사진을 분광학적으로 분석한 결과 이 분화구는 지각에서 맨틀까지 파여있으며, 감람석이 있을 것이라는 결과가 나왔다.

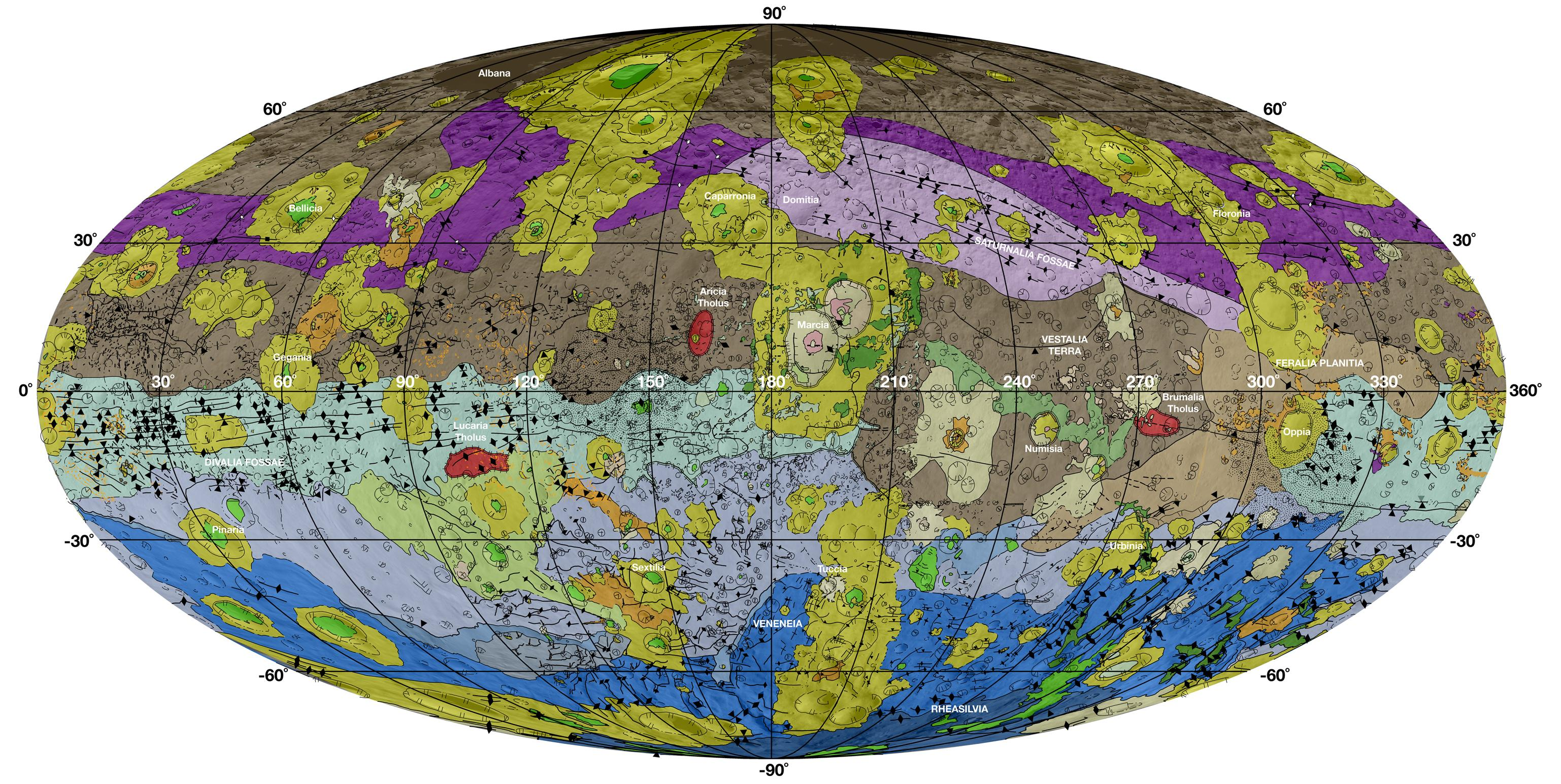
베스타의 지질 지도

또한, 표면에는 폭 150 km, 깊이 7 km가량의 크레이터도 존재한다. 알베도 지형으로는 베스타의 발견자 이름을 딴 "올버스"가 있다. 직경은 200 km 정도이지만, 분포도에서는 보이지 않는다. 표면 구성 물질은 아직까지 정확히 밝혀지지는 않았지만, 현무암일 것으로 추정된다. 그곳은 경도는 0°의 기준점의 역할을 하기도 한다.
동반구와 서반구에서는 확실히 또다른 지형을 볼 수있다. 처음의 분광 분석으로, 동반구에는 고 알베도의 지형, 많은 크레이터가 존재하는 고지대가 존재하는 것으로 보이며, 이 지형의 나이는 표토의 나이와 비슷할 것으로 추정된다. 또한 크레이터는 지각 깊숙한 곳의 심성암층까지 구조가 규명되었다. 이에 반해서, 서반구의 지역의 표면은 현무암으로, 아마도 달의 바다와 유사한 것으로 추정된다.

## 잔해

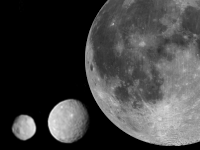
베스타, 세레스, 달의 실제 척도

베스타도 태양계의 다른 소천체와 같이 충돌에 의해 형성된 천체이다. 베스타 족 소행성과 HED 운석이 대표적인 예이다. V형 소행성 중 하나인 1929 콜라는 유크라이트 운석과 유사한 물질로 구성되어 있다는 것이 밝혀졌다. 이 사실은 처음에는 콜라가 베스타의 지각에 존재했다는 것을 입증한다.
현재는 태양계에서 물리적인 자료가 제대로 규명된 5개의 천체 중 하나가 되었다. (화성, 달, 와일드 2 (혜성), 지구)

## 탐사
1981년, ESA에 소행성 탐사에 대한 건의가 들어왔다. AGORA(Asteroidal Gravity Optical and Radar Analysis) 라고 붙여진 이 탐사선은 1990년~1994년 사이에 발사되어 소행성에 두 번 플라이바이를 실행할 계획이었다. 이 계획에 표적은 베스타였다. AGORA는 이온 엔진을 동력으로 중력반동던짐 현상을 이용하여 화성을 지나 소행성대에 도착하는 시나리오였다. 그러나, ESA는 이 제안을 거절했다. 그리고 NASA와 ESA가 공동으로 MAOSEP(Multiple Asteroid Orbiter with SOlar Electric Propulsion)이라는 이름으로 소행성 탐사 계획을 추진했고 여기에 계획된 임무에는 베스타 궤도 진입도 포함되었다. 그러나 NASA는 소행성 탐사 계획에는 관심이 없다는 입장을 표명했다. 그 대신, ESA는 이온 엔진을 장착하는 탐사선을 연구했다. 소행성대가 목표가 되는 다른 계획은 1980년대, 프랑스, 독일, 이탈리아, 소련 그리고 미국에서 하고자 하는 움직임이 있었지만 승인되지는 않았다.
1990년대 초반, NASA는 디스커버리 계획을 실행했다. 1996년, 이 계획의 연구팀은 이온 엔진 탐사선을 이용한 소행성대 탐사에 대한 우선권을 얻었다. 자금에 대한 문제가 수 년간 남았지만, 2004년 돈 탐사선을 통하여 그 문제에서 벗어났다.
NASA의 돈 탐사선은 최초의 베스타 탐사선이다. 이 탐사선은 2011년 7월에서 2012년 7월까지, 1년간 궤도 주위를 선회할 것으로 보인다. 이것은 베스타 남반구가 여름일 때 일어날 것이며, 때문에 남극 부근의 큰 크레이터는 태양광을 받을 것이다. 베스타 탐사 이후에는 목표를 세레스로 변경하지만, 소행성대에서는 연료가 고갈될 때까지 계속 탐사를 진행할 것이다. 돈은 천체의 궤도에 진입하고 또 탈출할 수 있는 최초의 탐사선으로, 이는 이온 엔진을 사용한 덕분이다. 일단 돈 탐사선이 베스타에 도착하면, 중력에 근거하여 베스타의 정확한 질량을 계산할 수 있을 것이다. 이것은 과학자들이 소행성의 질량의 추산하는 데 도움을 줄 것이다.

## 가시성(可視性)

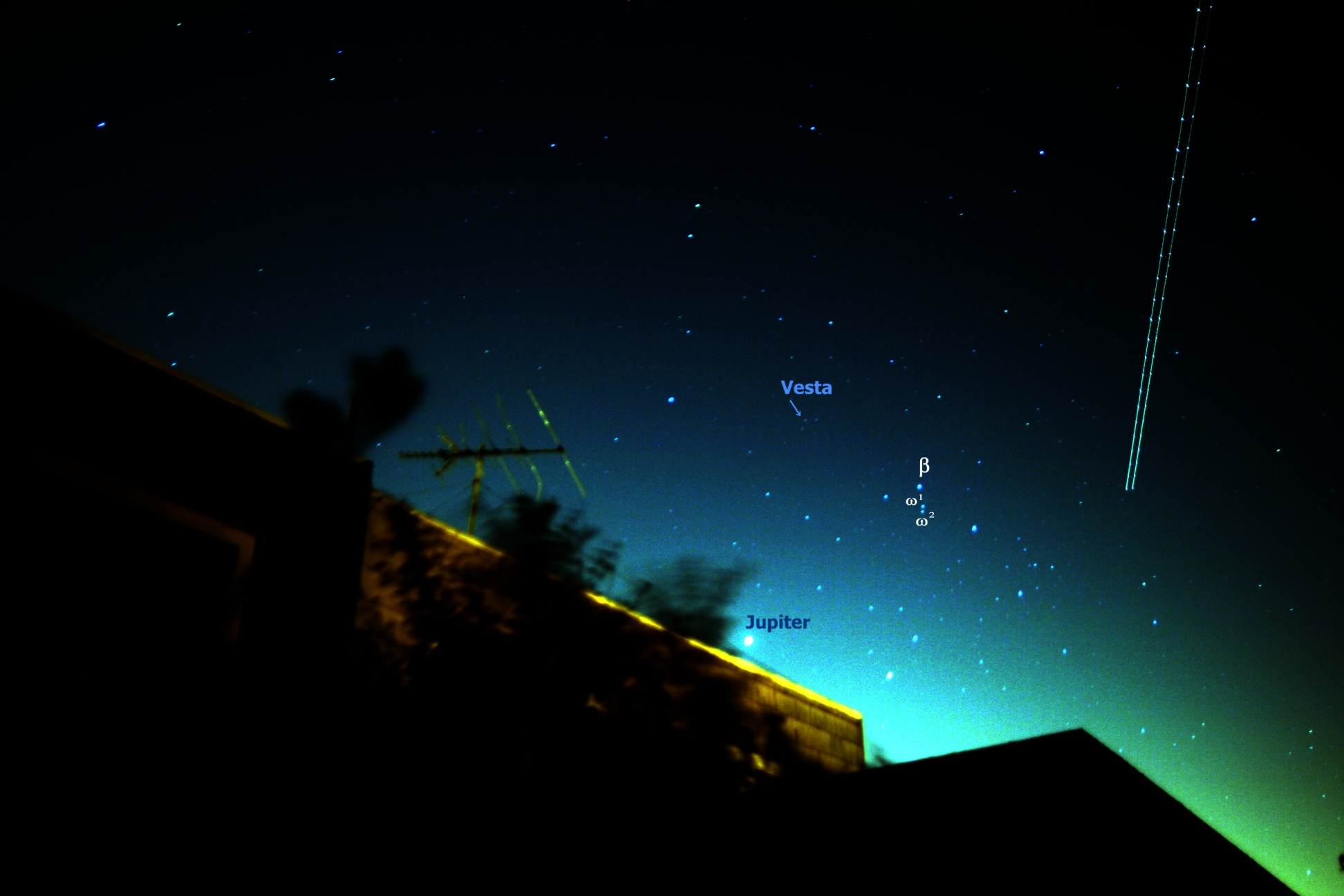
2007년 7월 14일, 샌프란시스코에서 본 베스타

그 크기와 유달리 밝은 표면 때문에 소행성 중에서 가장 밝은 축에 속하는 베스타이기 때문에, 때때로 육안으로도 관측할 수 있다. (하늘은 어둡고 광공해가 없다는 전제 하) 2007년 5월과 7월, 베스타의 겉보기 등급은 +5.4 등급에 이르렀으며 이는 1989년 이래로 최저 등급이였다. 그 당시, 충과 근일점 간의 위치가 겨우 몇 주 차이 밖에 나지 않았다. 이 때 뱀주인자리와 전갈자리 근처에서 볼 수 있었다.
태양에 대하여 합에 위치에 있을 때, 베스타는 +8.5등급으로, 이는 충 부근에서의 이각보다 작더라도 광공해가 없는 하늘에서 쌍안경을 이용하여 관측할 수 있는 등급이다.

## 사진자료
베스타에 접근하여 관찰한 돈 탐사선이 촬영한 사진들

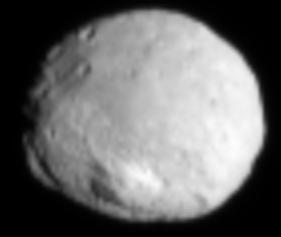
베스타에서 100,000 km (2011-7-1)
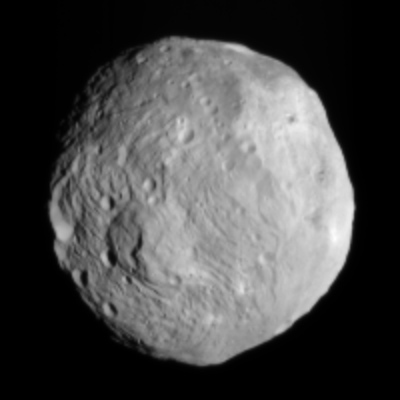
베스타에서 41,000 km (2011-7-9)
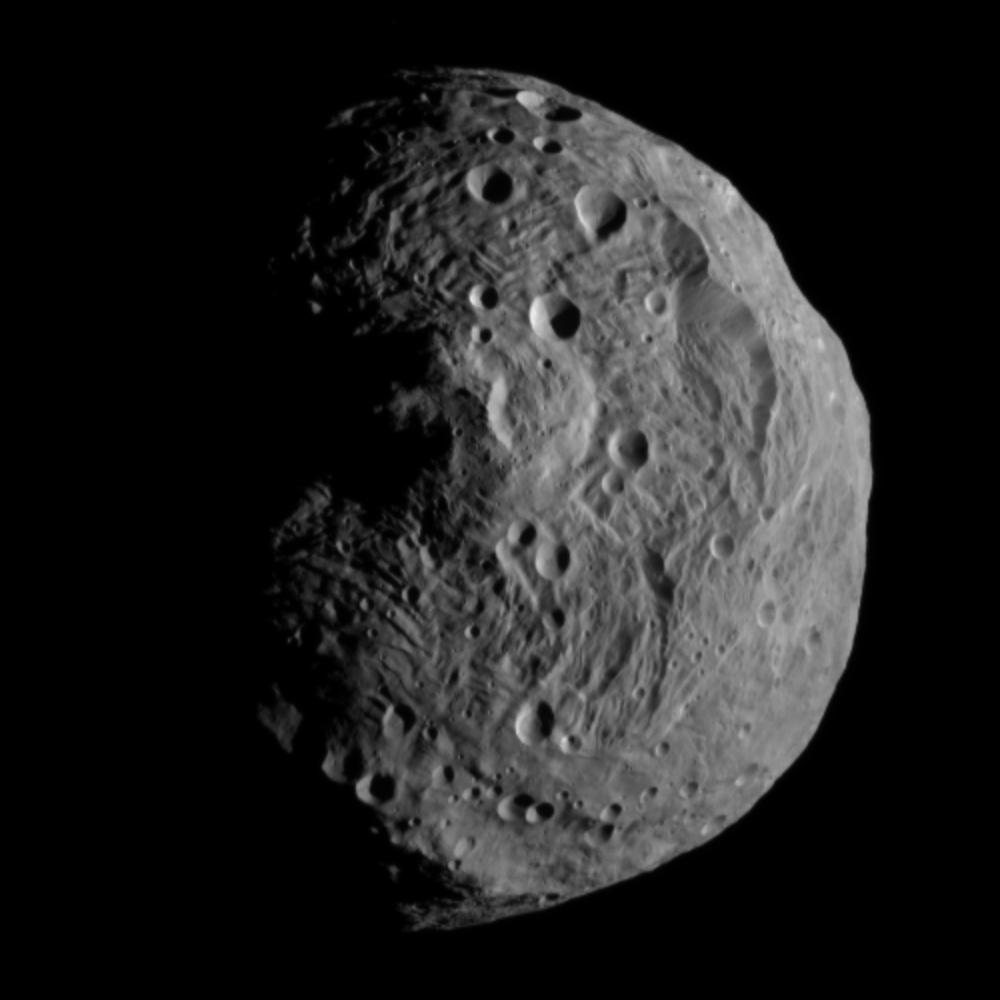
궤도 16,000 km (2011-7-17)
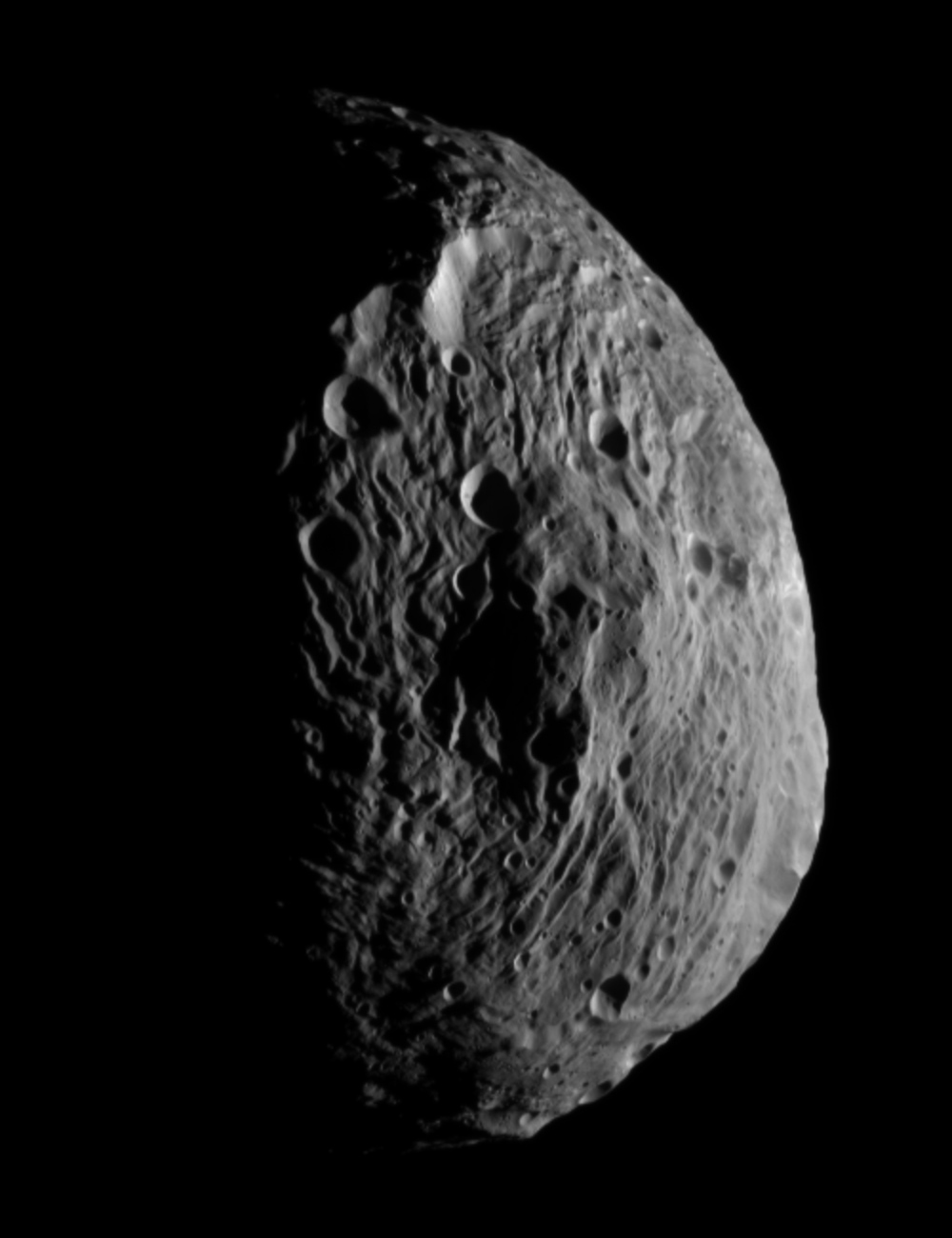
궤도 10,500 km (2011-7-18)
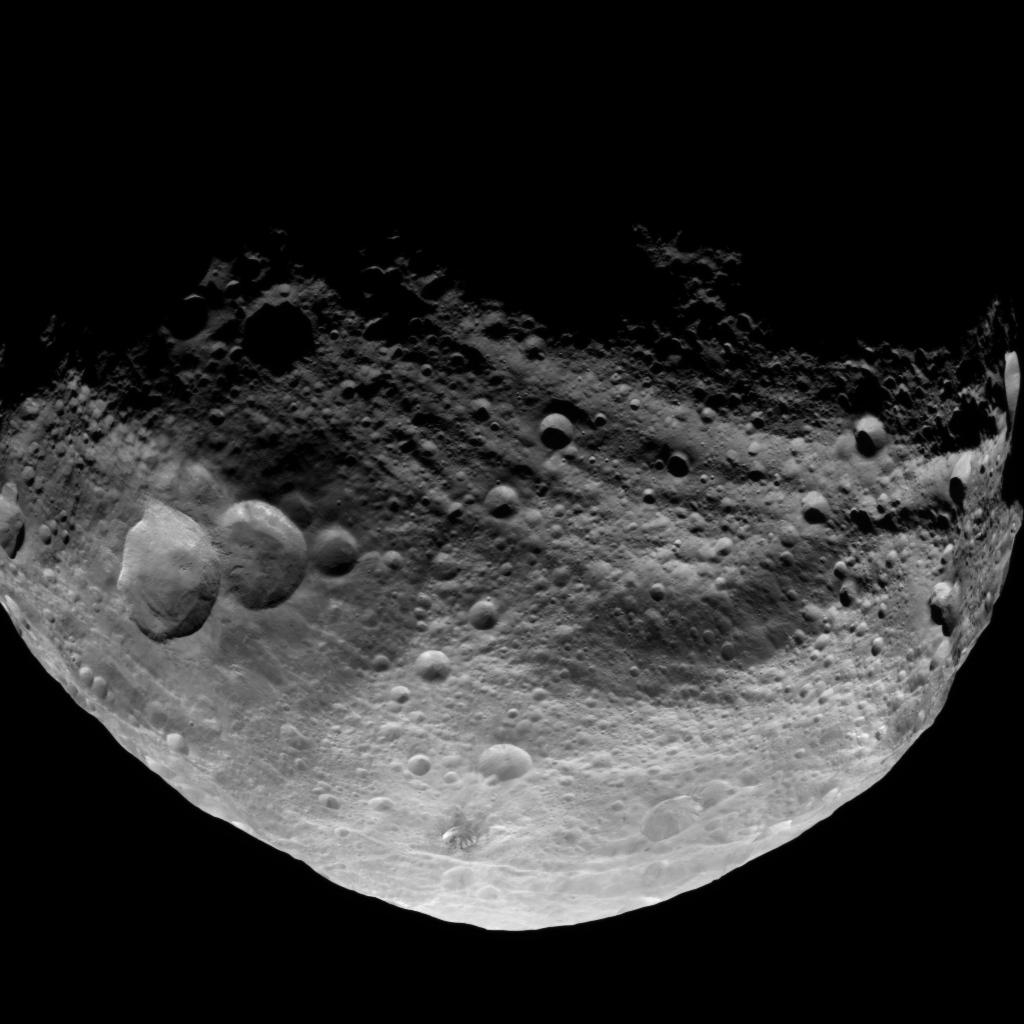
북반구 5,200 km (2011-7-23)
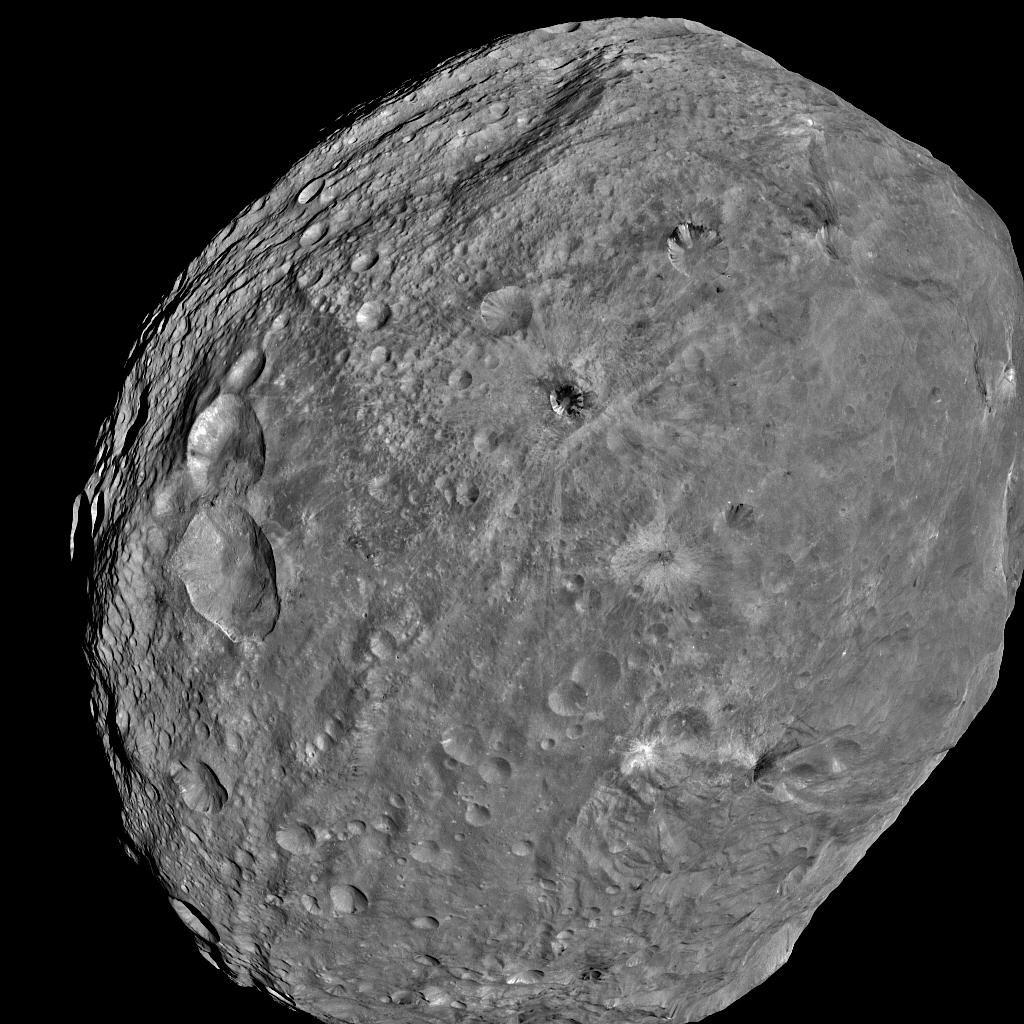
궤도 5,200 km (2011-7-24)
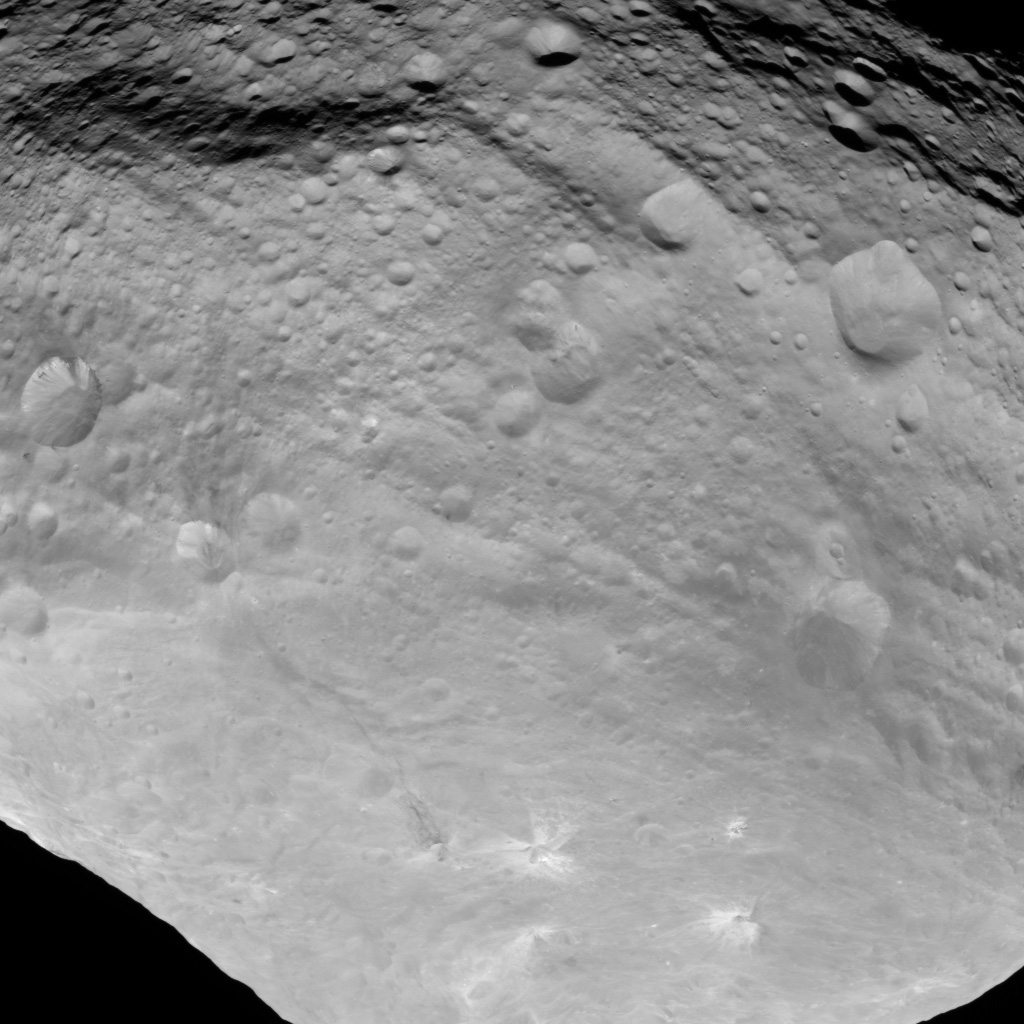
궤도 3,700 km (2011-7-31)
자전 (2011-8-1)
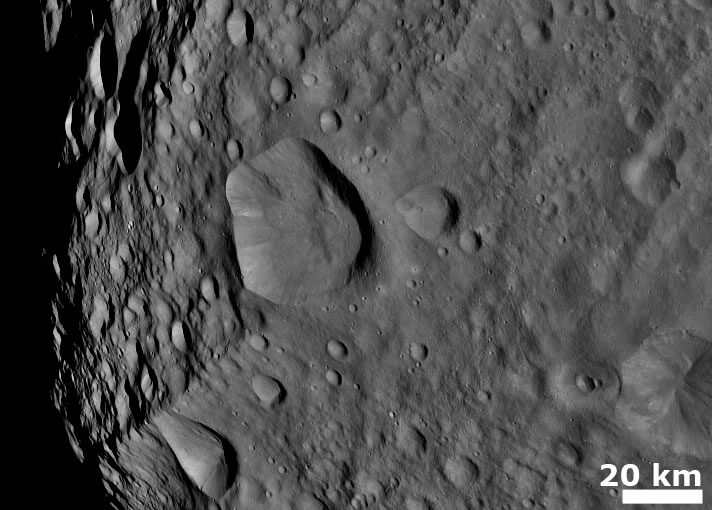
언덕과 산등성이 지형 (2011-8-6)
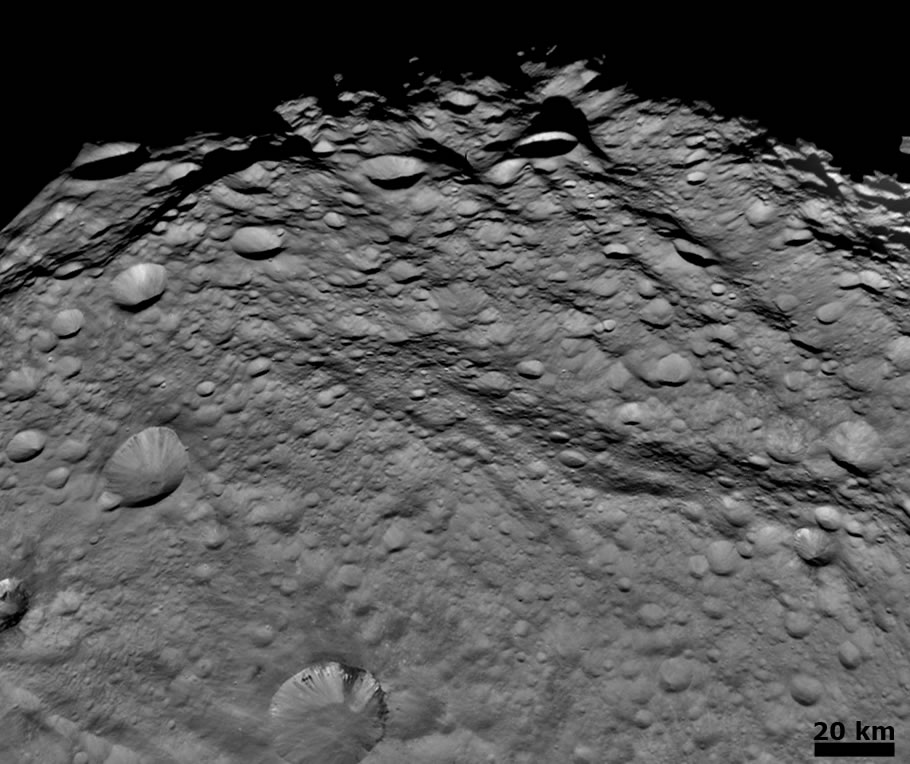
빽빽하게 들어찬 분화구 지형 (2011-8-6)
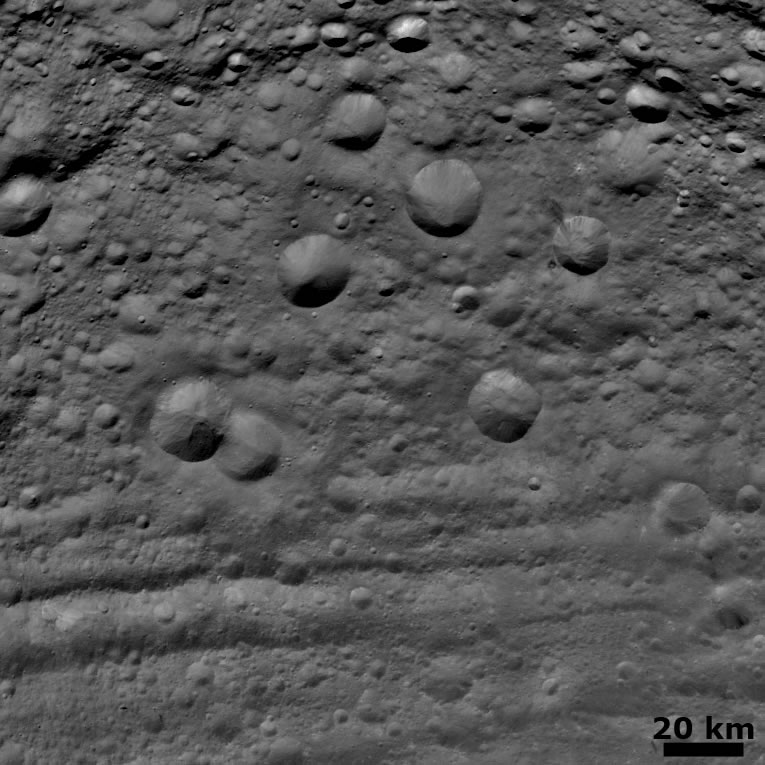
다양하게 나타나는 크리에터 (2011-8-6)

### 2010–2011
2010년 2월 17일~18일, 베스타는 사자자리에 위치했을 때 충이었는데, 이 때는 +6.1등급이였다. 이 때는 육안으로는 볼 수 없었고 쌍안경 이상의 장비를 사용해야 관측할 수 있었다. 그러나, 하늘이 완전하게 어두운 조건 하에서 숙련된 관측자는 육안으로 관측할 수도 있다. 베스타는 2011년 8월 5일 다시 충의 위치에 오며, 이 때는 염소자리부근에 위치할 것이다. 이 때의 등급은 +5.6등급 정도로 예상된다.

## 같이 보기
- 3103 에거
- 4055 마젤란
- 3908 닉스
- 3551 베레니아
- V형 소행성
- HED 운성
- 디오게나이트
- 유크라이트
- 하워다이트
- 우주선이 방문한 소행성체와 혜성 목록

## 참조

### 참고 문헌
- Yeomans, Donald K. “Horizons system”. NASA JPL. 2007년 3월 20일에 확인함. – Horizons can be used to obtain a current ephemeris
- Keil, K.; Geological History of Asteroid 4 Vesta: The Smallest Terrestrial Planet in Asteroids III, William Bottke, Alberto Cellino, Paolo Paolicchi, and Richard P. Binzel, (Editors), University of Arizona Press (2002), ISBN 0-8165-2281-2